# Натвиг, Харалд
Харалд Натвиг (норв. Harald Natvig, 10 июня 1872 — 1 августа 1947) — норвежский врач, стрелок, олимпийский чемпион.
Родился в Ставангере, его отцом был корабельный мастер Якоб Андреас Натвиг. Окончил Кристиансаннскую кафедральную школу, получил степень доктора по медицине в 1906 году, стал врачом, работал в различных городах Норвегии. В 1912—1913 годах во время Первой Балканской войны был хирургом на сербской службе, в 1918 году возглавлял миссию Норвежского Красного креста во время гражданской войны в Финляндии; его фотографии с гражданской войны в Финляндии стали классикой и были опубликованы во многих работах, посвящённых этой войне. В 1930-е годы работал консультантом женской клиники в Осло.
В 1920 году на Олимпийских играх в Антверпене он завоевал золотые медали в командных первенствах по стрельбе по движущейся мишени одиночными и двойными выстрелами, и бронзовую — в личном первенстве в стрельбе по движущейся мишени одиночными выстрелами, а также занял 7-е место в командном первенстве на траншейном стенде. В 1924 году на Олимпийских играх в Париже он стал обладателем золотой медали в командном первенстве в стрельбе по движущейся мишени одиночными выстрелами, и серебряной — в командном первенстве в стрельбе по движущейся мишени двойными выстрелами, а также снова занял 7-е место в командном первенстве на траншейном стенде. В 1931 году в составе норвежской команды стал чемпионом мира в стрельбе по движущейся мишени двойными выстрелами.
Награждён сербским орденом Святого Саввы, финским орденом Креста Свободы 2-х степеней, почётным знаком Норвежского Красного Креста.